# لئونگ وای نگا
لئونگ وای نگا (انگلیسی: Leung Wai Nga؛ زادهٔ ۲۴ اوت ۱۹۸۸) بازیکن فوتبال اهل چین است.
وی همچنین در تیم‌های ملی فوتبال Hong Kong women's national futsal team و زنان هنگ کنگ بازی کرده‌است.